# 72丁目駅 (IND2番街線)
72丁目駅（72ちょうめえき、英: 72nd Street）はマンハッタン区アッパー・イースト・サイドとレノックス・ヒル境の72丁目-2番街交差点に位置するニューヨーク市地下鉄IND2番街線の駅である。N系統がラッシュ時のみ、Q系統が終日、R系統がラッシュ時に北行1本のみ停車する。

## 歴史

### 背景

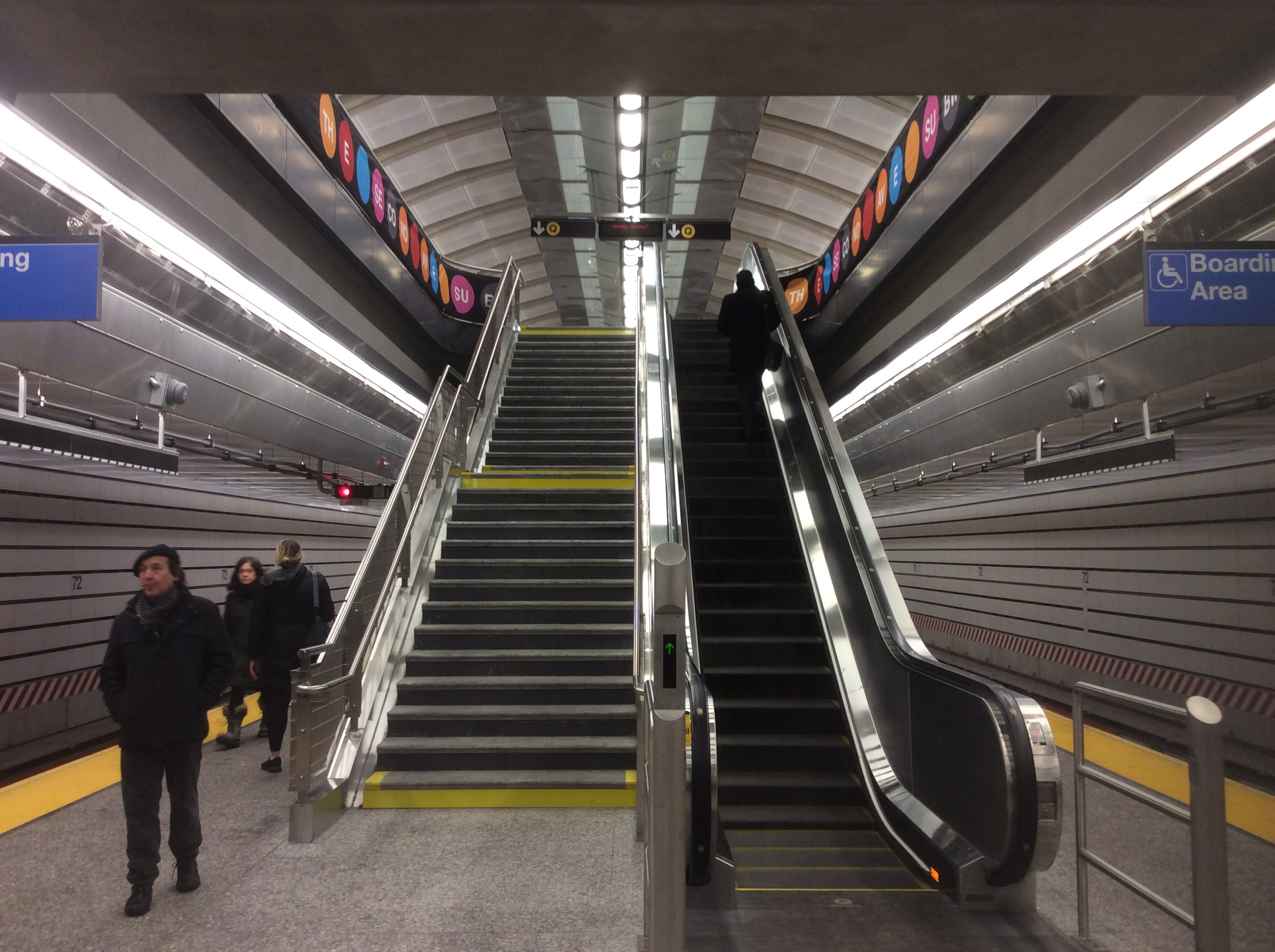
改札階へのエスカレーター

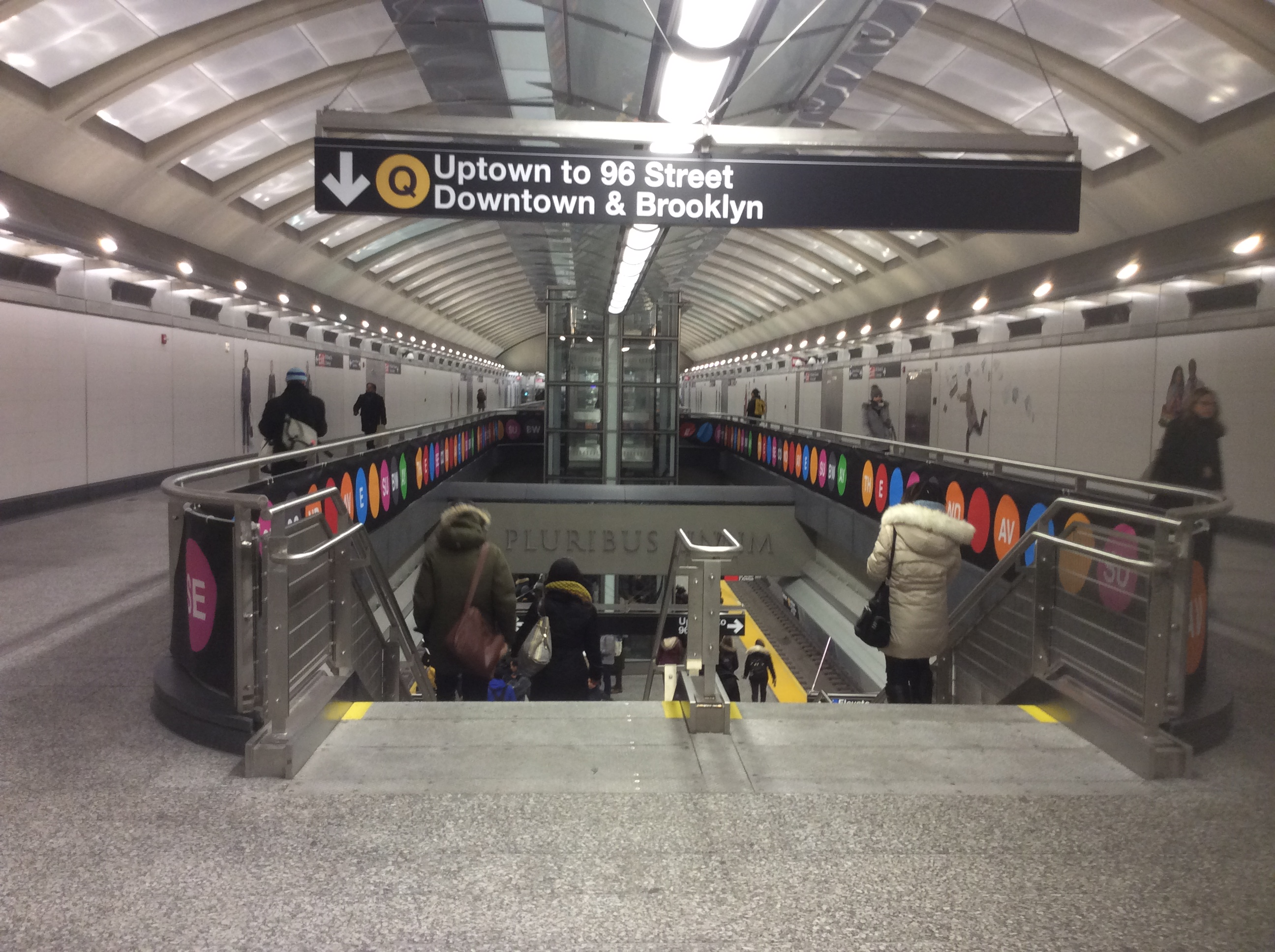
改札階

インディペンデント・サブウェイ・システムは1919年に当路線の建設を提案した。しかし、世界恐慌で計画は立ち消えとなった。この路線は今は亡きIRT2番街線とIRT3番街線の代替となる予定だった。当駅は72丁目高架駅（IRT2番街線）、67丁目駅、76丁目駅（これらはIRT3番街線）の代替となる予定だった。

### 計画
1968年に発表されたプログラム・フォー・アクションでは、126丁目から34丁目にかけてと、34丁目からホワイトホール・ストリートまでの2区間に分けて建設されることとなっていた。なお、1970年10月まで72丁目に駅を設置する計画はなかった。
1999年に、地域計画協会は、計画された31の駅のうちの1つとして72丁目を含む、2番街線の建設を検討した。それによると、駅は70丁目、72丁目と74丁目に出入口が建設される予定になっていた。最終的な環境への影響の声明は2004年4月に発表された。駅の最初の設計は1999年から2007年の間に、約8年間続いた。
2007年11月、米国運輸長官のマリー・ピーターズは、2番街線プロジェクトの第一段階のために7年間で13億ドルの連邦資金を受け取ると発表した。しかし、まだ署名されていない契約の価格に影響を与える建設資材とディーゼル燃料のコスト増加のために、MTAは2008年6月に構造を簡素化することでコスト削減を行うことを発表した。これにより、島式ホーム2面3線から島式ホーム1面2線へ縮小されることとなった。提案された72丁目駅のための変更をカバーする補足の環境影響の調査は2009年6月に完了した。

### 建設

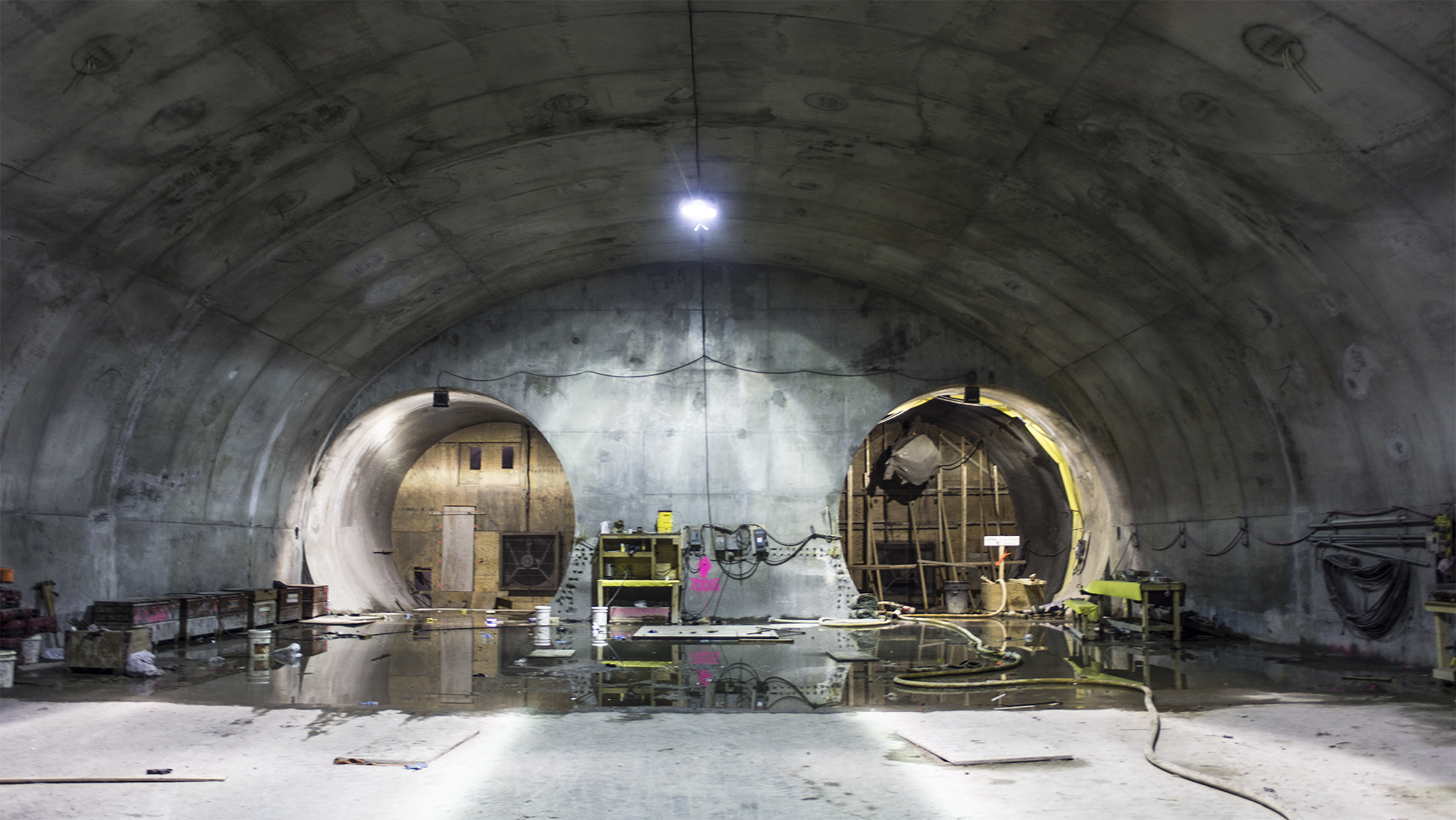
建設中のトンネル

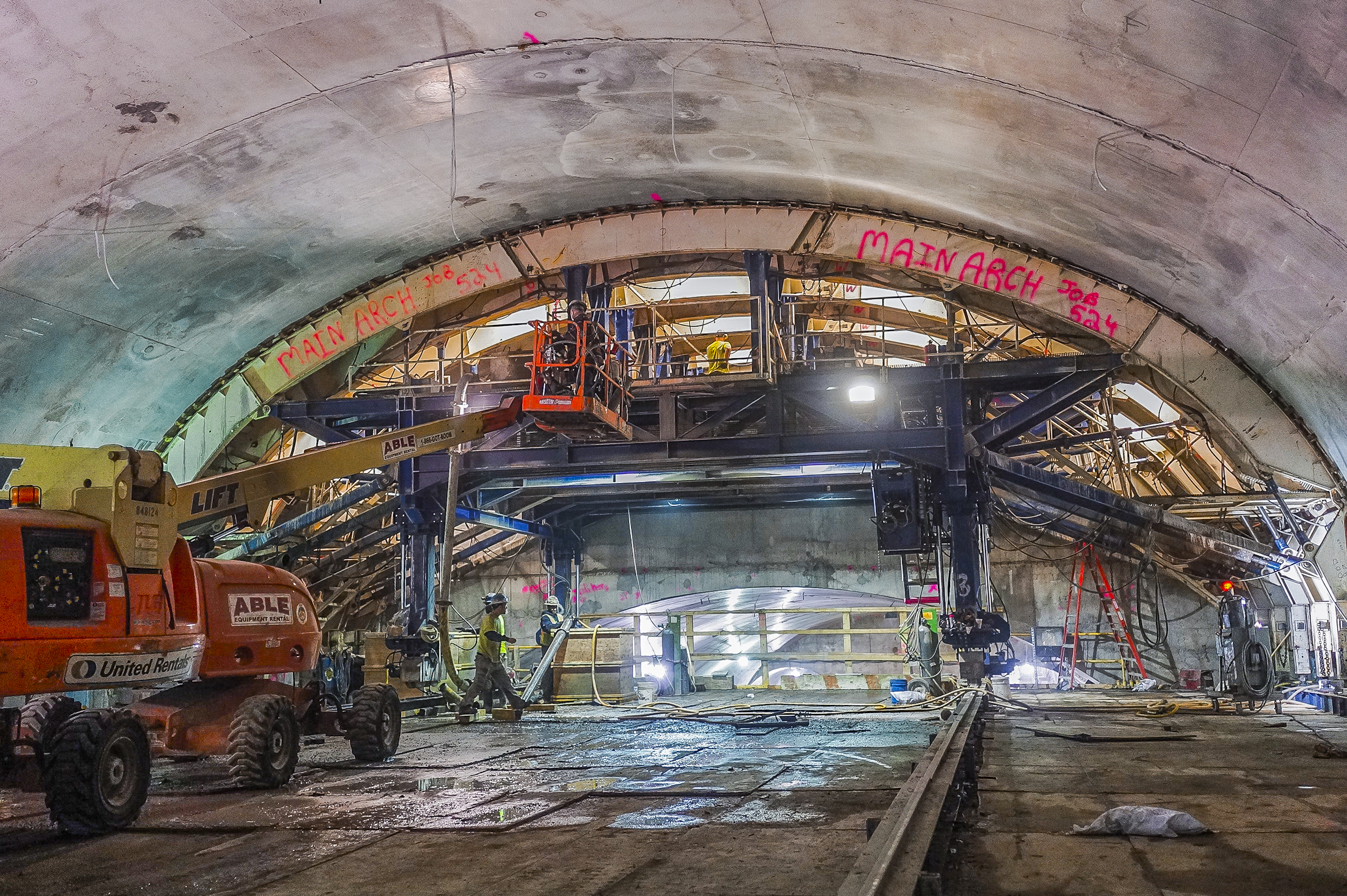
建設中の改札階

2007年3月、IND2番街線の建設再開が決定した。第1期区間の建設は44億5000万ドルから45億ドルになるとされ、2番街-105丁目から72丁目を経由し、3番街-63丁目までの区間が該当する。MTAは、92丁目から63丁目にかけてトンネルを建設し、92丁目から95丁目にかけてにトンネルボーリングマシン（TBM）用の発射箱を建設し、69丁目と72丁目にアクセスシャフトを建設する契約を建設会社と結んだ。また、建設はスカンスカUSAシヴィル、およびJFシー・コンストラクションが担当する。
2009年6月5日に、建物が倒壊の危険にさらされていると判断された後、1772 2番街にあるマンションがニューヨーク建築局（DOB）によって避難させられた。建物の避難、ならびに2009年6月29日に1768 2番街 / 301 東92丁目にある複合用途の建物は、発射箱の南部の岩盤を除去するために制御された発破を使用するという請負業者の計画を遅らせた。発破許可が発行されるまでは、MTAは請負業者に岩盤を除去するために機械設備を使用することを要求した。2009年10月の時点で、1つの建物が支えられ、2番目の建物で作業が進行中だった。MTAは11月2日の週に開始するために発破スケジュールの見直しを行った。
2010年5月には、トンネル掘削機が92丁目から2番街下を72丁目経由で63丁目-レキシントン・アベニューまで掘り始めた。
2010年10月1日、MTAはSSKコンストラクターズ（合弁会社）との間で72丁目駅と既存の63丁目駅とを結ぶトンネルの採掘、および72丁目の発掘と重い土木建築物について431万ドルの契約を締結した。建設は将来の入口の場所である69丁目と72丁目で2本のシャフトを通して行われることになっていた。この地域周辺の岩石は主にマンハッタン片岩であり、一般的に発破のための安定した場所と考えられていたので、2011年1月18日に発進した。
2012年8月8日、当駅での爆風により、岩が駅の敷地を飛び越えた。約2週間後の2012年8月21日、72丁目駅への制御されていない爆風が誤って行われ、破片が空中に投げ込まれ、周辺の建物の窓が壊れ、近くの歩道が損傷した。
洞窟掘削は2012年8月に終了した。2011年8月にトンネルから泥を除去するために建設された廃屋の解体は、2013年4月に開始され、2013年10月までに終了した。2013年1月までに、96.3％が完了し、177,873立方ヤード（135,994 m³）の汚れが駅から発掘された。駅とその南のトンネルでも防水加工が行われていた。電気、配管、線路、信号システム、出入り口を含む駅の仕上げ工事の契約は、2013年2月に2億5800万ドルの価格でJudlau Contract社と締結された。2014年5月12日駅の改札階は完成していて、備品の保管に使われていた。9月に、駅の大きさはGothamistによって非常に大きく、「55,000頭の象が巨大な洞窟の中に収まる」と判断された。
72丁目と69丁目の駅の付属品は、2014年から2015年の冬に完成する予定だったが、2016年10月までには、付属品の仕上げがまだ行われていた。駅の中二階、配管、電気、機械はもともと2015年秋に完成する予定だったが、完成予定日は2016年9月に延期され、その後は単に「2016年秋まで延期」と案内されるようになった。

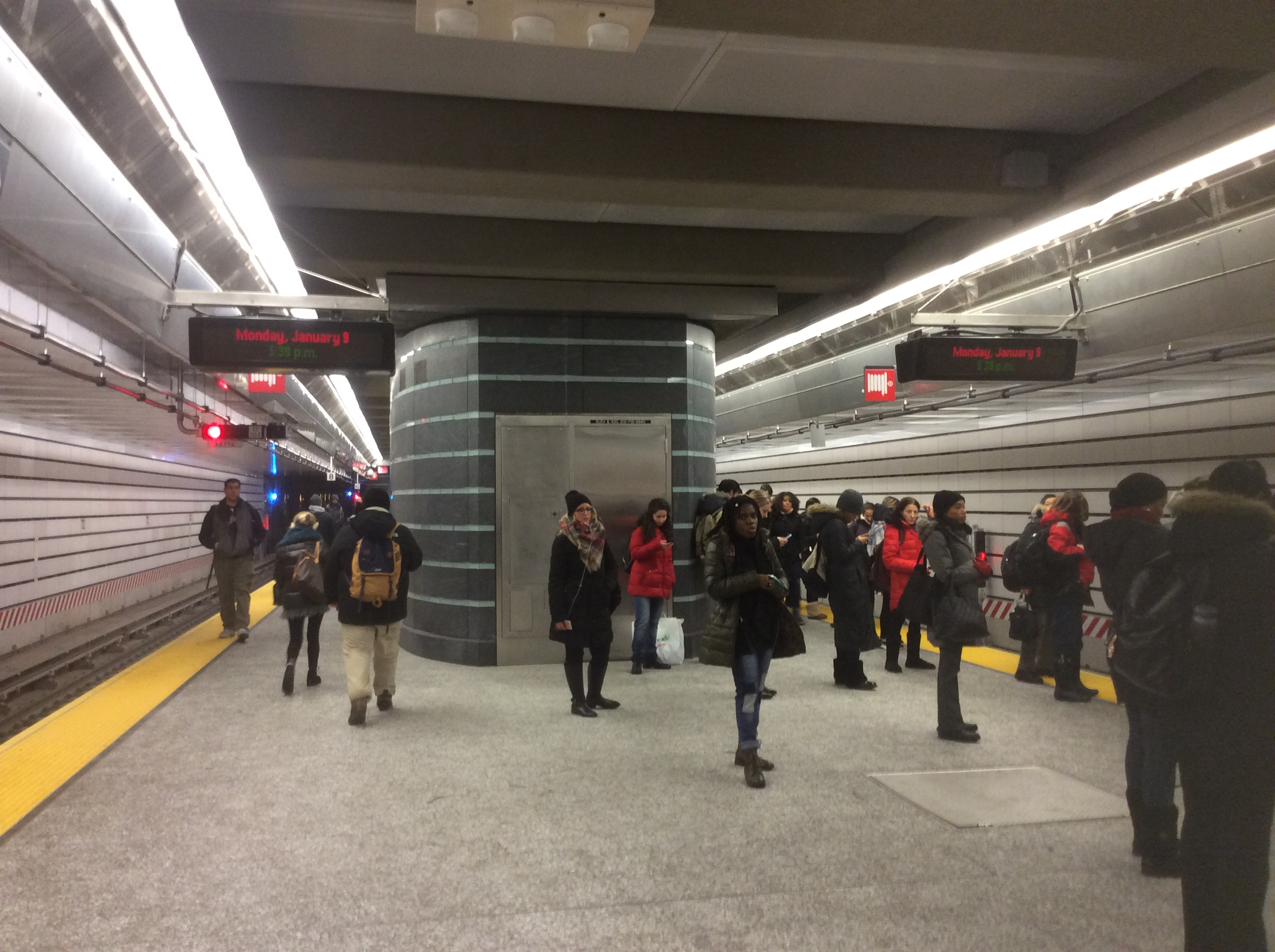
ラッシュ時のホーム

2015年4月時点では56%が、2016年10月時点では92%が完工していたが、2016年7月に、さらなる延期が見込まれることが明らかになった。通信装置やエレベーターが完成しておらず、同時に開業する他2駅より開業が遅れる可能性もあった。しかし、12月14日に当駅は2番街線の他2駅と同時に開業する予定であることが発表され、5日後の12月19日には全ての試験が無事終了した。数多くの延期やトラブルを乗り越え、2017年1月1日に開業を迎えるのであった。

### ロウアー・マンハッタンへの延伸計画

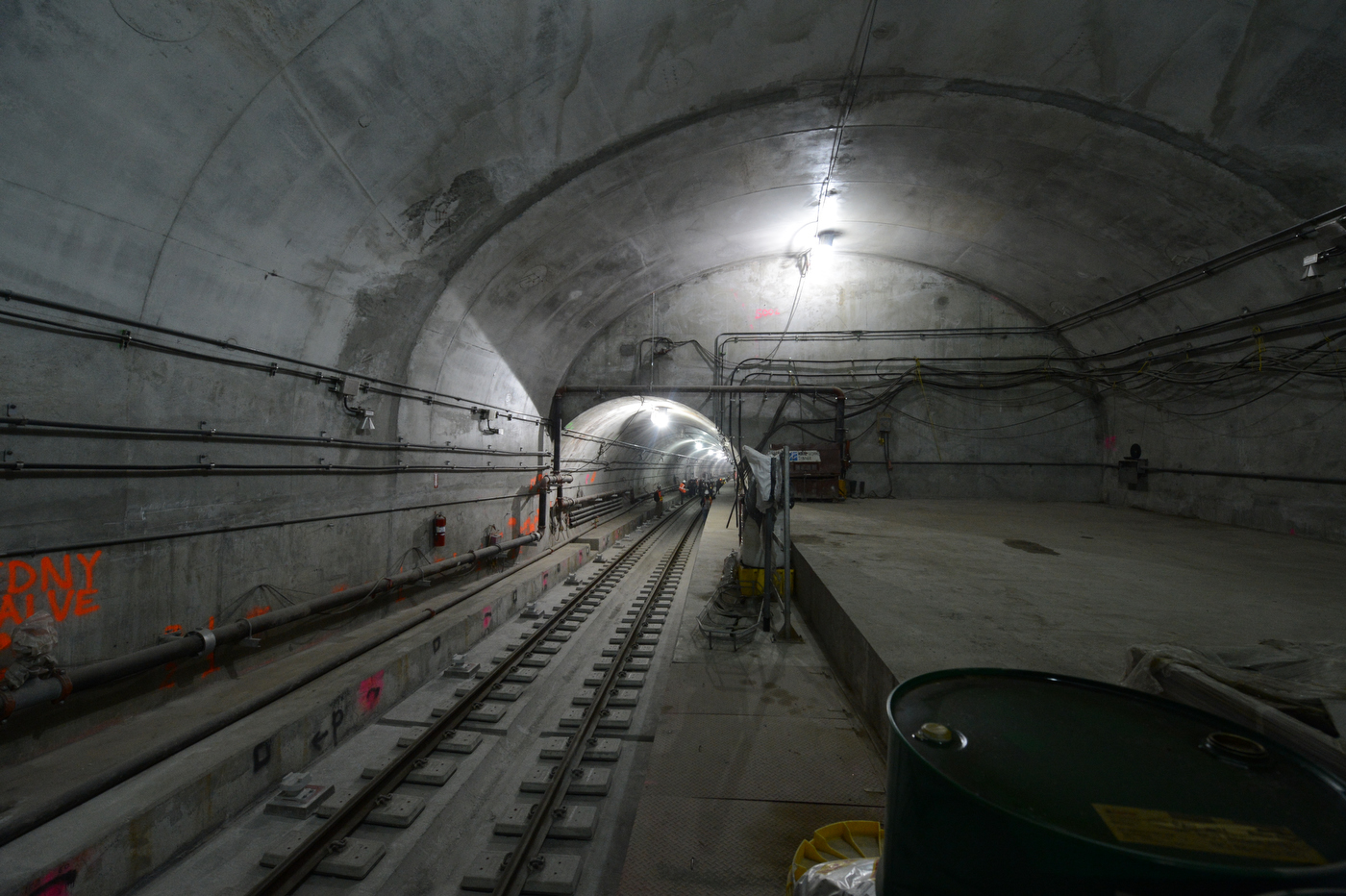
分岐点の準備工事がなされている区間

105丁目からレキシントン・アベニューのハーレム-125丁目駅まで続く2番街線の第2段階の建設が完了すると、第3段階の72丁目駅-ハウストン・ストリート駅が建設される計画となっている。線路は現在使用されている63丁目線への接続線から分岐する予定。この線には現在、大きな暫定的なトンネル、またはベルマウスがある。しかし、現在では資金が当てられていない。また、ハウストン・ストリート駅までの延伸が行われた際にT系統の運行が開始される予定である。
追加の接続線であるST-1とST-2の線路は、63丁目と1番街にある既存のベルマウスを使用して、ロウアー・マンハッタンへの線（63丁目付近）とIND63丁目線クイーンズ方面の間に計画されている。現在の計画では、通常の営業運転で使用するのではなく、非営業車の移動に使用し、ジャマイカ車両基地の接続を提供することを求めている。INDクイーンズ・ブールバード線の容量が増加した場合、またはクイーンズ超急行バイパスが建設された場合は、この接続によってロウアー・マンハッタン方面からクイーンズまでの列車が運行される。

## 駅構造
| G           | 地上階                     | 出入口                                                                                     |
| B1          | 上層コンコース             | 1番出入口-改札階間の踊り場                                                                 |
| B2          | 下層コンコース             | ホームへの階段、エレベーター                                                               |
| B2          | 下層コンコース             | 改札口、駅員詰所、メトロカード自動券売機                                                   |
| B3 ホーム階 | 南行線                     | ← コニー・アイランド-スティルウェル・アベニュー駅行き（レキシントン・アベニュー-63丁目駅） |
| B3 ホーム階 | 島式ホーム、左側ドアが開く |                                                                                            |
| B3 ホーム階 | 北行線                     | → 96丁目駅行き（86丁目駅）→                                                                |

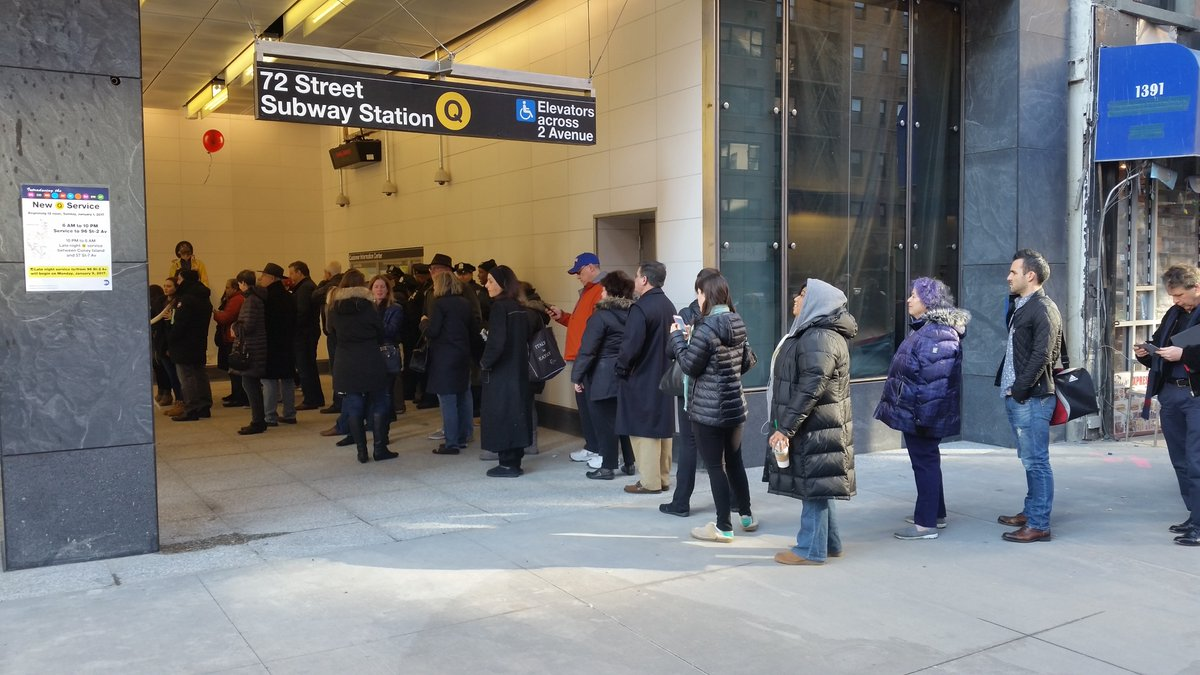
2番出入口

当駅は島式ホーム1面2線の駅で、前述の通りコスト削減を目的に当初の2面3線から縮小されたものである。ホーム幅は27.8フィート (8.5 m) あり、他路線の地下鉄駅よりも広くとられている。地表からは99フィート (30 m) あり、2番街線の第1段階で建設された3駅の中で最も深い位置にある。他の2番街線の駅と同様、ワシントンメトロを彷彿とさせる円形の天井がある。また、空調システムも完備されている。

### 配線図
駅の南に南北線間の転轍機があり、その先でBMT63丁目線に合流する。ここはMTA内では南行がG3番線、北行がG4番線と呼称されている。なお、2番街線は南行がS1番線、北行がS2番線と呼称されている。
また、当初は2面3線の駅として計画され、折り返し列車を設定できるようになっていた。しかし、コスト削減を目的に現在の配線になった。そのため、駅全体の幅は100フィート (30 m) から70フィート (21 m) に縮小された。

### アートワーク
Vik Muniz制作のアートワークPerfect Strangersが飾られている。

### 出口
エスカレーター11基とエレベーター5基、階段2本が地上へ接続している。出入口の位置は以下の通りである。
| 位置                                     | 種類                | 数                        |
| ---------------------------------------- | ------------------- | ------------------------- |
| 1番出入口 69丁目-2番街交差点北東         | 階段 エスカレーター | 階段1本 エスカレーター1基 |
| 1番出入口 70丁目-2番街交差点南東         | 階段 エスカレーター | 階段1本 エスカレーター1基 |
| 2番出入口 72丁目-2番街交差点北西のビル横 | エスカレーター      | 3基                       |
| 3番出入口 72丁目-2番街交差点南東         | エレベーター        | エレベーター5基           |